# Fille (parenté)
Pour les articles homonymes, voir Fille.
 (février 2020).
Si vous disposez d'ouvrages ou d'articles de référence ou si vous connaissez des sites web de qualité traitant du thème abordé ici, merci de compléter l'article en donnant les références utiles à sa vérifiabilité et en les liant à la section « Notes et références ».

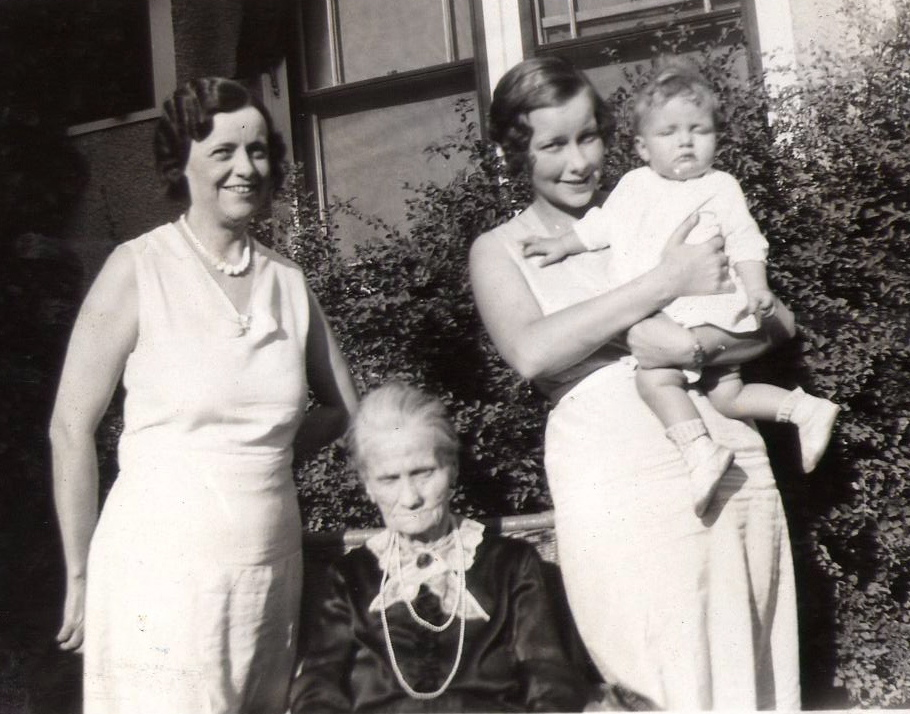
Trois femmes, deux d'âge moyen et une plus âgée, avec une petite fille.

Au sens du lien de parenté, la fille est l'enfant de sexe féminin à qui on se réfère par rapport à son père ou à sa mère. Biologiquement, elle hérite de deux jeux de chromosomes identiques de chacun de ses parents : 22 autosomes et un chromosome X.

## Spécificités culturelles
Aujourd'hui, dans la plupart des pays occidentaux, une fille possède autant de droits sur l'héritage de ses parents qu'un fils. De plus, les monarchies comme le Royaume-Uni donnent à la fille du monarque un droit de régner semblable à celui du fils : c'est l'ordre de naissance qui détermine qui hérite de la couronne. Pendant longtemps, les monarchies donnaient à la fille du monarque un droit de transmission de la couronne, mais non le droit de régner elle-même. La France, avec la loi salique, ne donnait à la fille de la couronne aucun pouvoir de transmission du pouvoir.
Dans certains pays d'Asie, de nombreux couples ne souhaitent pas avoir de fille. Au début du XXIe siècle encore, on emploie l'avortement sélectif pour ne pas avoir de fille dans des pays comme la Chine.
Le nom est employé soit accompagné d'un pronom possessif, soit avec un complément (La Fille de d'Artagnan).

## Pour approfondir